# Davide Nadini
Davide Nadini (Modena, 17 giugno 1999) è un hockeista su pista italiano dell'Amatori Lodi.

## Carriera
Davide Nadini Nato il 17 Giugno 1999 a Modena, Davide ha mosso i primi passi con l'H.C. La Mela di Montale Rangone, proseguendo poi a livello giovanile con la casacca UVP Mirandola, con cui ha conquistato, in compagnia di Gavioli e Barbieri, uno scudetto Under 15, una Coppa Italia Under 17 e l’edizione della Eurohockeycup Under15.
Gli anni seguenti sono giunti gli scudetti Under 17 (UVP Modena) e due Under 20 (UVP Modena e Correggio) arrivando a debuttare in A2 nel 2015, sempre con l’UVP Modena, segnando 30 reti in 22 gare. Nel 2017 si trasferisce a Correggio, dove giunge il debutto in A1, concluso con 5 reti all'attivo. La sua prima rete in serie A1 la firma il 19 Novembre 2016, superando Ricky Gnata del Forte dei Marmi.
Nella stagione 2017/2018 Nadini realizza 28 reti in 25 partite, debuttando anche in Coppa CERS, dove mette a segno 9 reti in 6 gare.
Con la Nazionale giovanile Nadini partecipa a due eventi principali: il Campionato Europeo Under 17 a Luso (Por) e Under 20 a Pully (Svi).
Nel giugno 2018 viene ufficializzato il suo passaggio nelle file dell'HRC Monza. Nella stagione 2022-2023 passa nelle file del Valdagno.
Nella stagione 2023-2024 viene ufficializzato il passaggio all’Amatori Wasken Lodi.
Dove esordisce nella finale di andata, valida per la supercoppa italiana, con una doppietta.